# 愛知県立一宮特別支援学校
愛知県立一宮特別支援学校（あいちけんりつ いちのみやとくべつしえんがっこう）は、愛知県一宮市杉山字氏神廻にある公立特別支援学校。肢体不自由児を教育対象とする。

## 沿革
- 1973年（昭和48年）4月1日 - 開校
- 1975年（昭和50年）4月1日 - 幼稚部設置
- 1976年（昭和51年）4月1日 - 高等部設置
- 1987年（昭和62年）2月2日 - 第1エレベーター竣工
- 1994年（平成6年）3月28日 - 語らいの広場・汚水処理施設竣工
- 2001年（平成13年）3月15日 - 第2エレベーター竣工
- 2002年（平成14年）12月6日 - なかよし広場竣工

## 学部
- 幼稚部
- 小学部
- 中学部
- 高等部
- 訪問教育